# Place Viarme
La place Viarme est une esplanade de Nantes, en France.

## Situation et accès
Située dans le quartier Hauts-Pavés - Saint-Félix, elle dessert les rues Félibien, d'Auvours, du Poitou, des Hauts-Pavés, Yves-Bodiguel, Sarrazin, Porte-Neuve, Joseph-Caillé et Menou.

## Origine du nom
Elle porte le nom de l'intendant de Bretagne Jean-Baptiste de Pontcarré de Viarmes (que l'on orthographie parfois « Viarme »), qui est chargé de son aménagement au milieu du XVIIIe siècle. 

## Historique

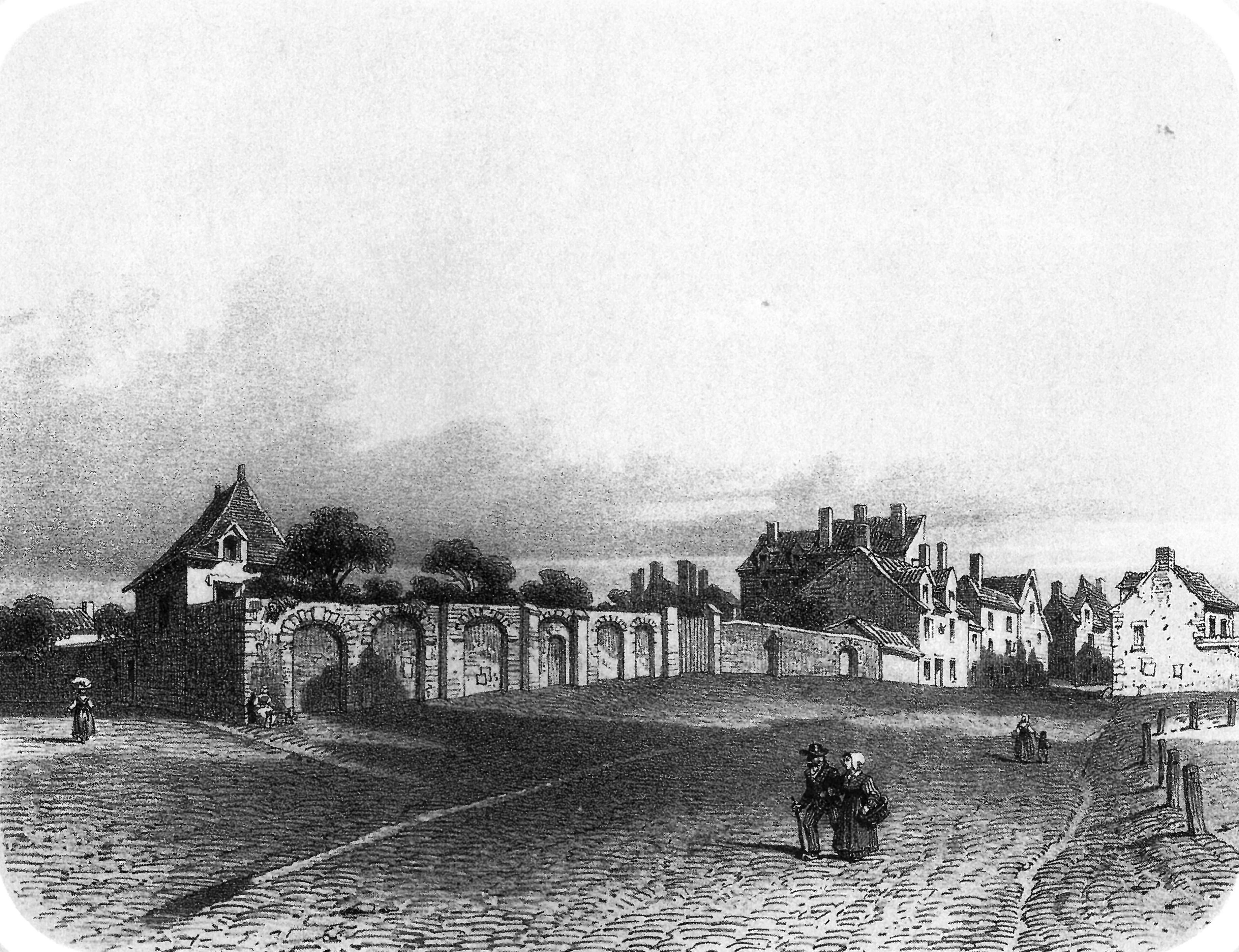
Place Viarmes à Nantes, gravure de Thomas Drake, 1860, Album vendéen.

Des immeubles délimitant la future esplanade sont construits à partir de 1750, et la création de la place est signifiée par une ordonnance royale du 12 octobre 1752, en lieu et place du « bastion de Vannes », fortification établie à cet endroit dès le XVIe siècle sur l'enceinte du Marchix, entre le Port-Communeau et la place du Bon-Pasteur.

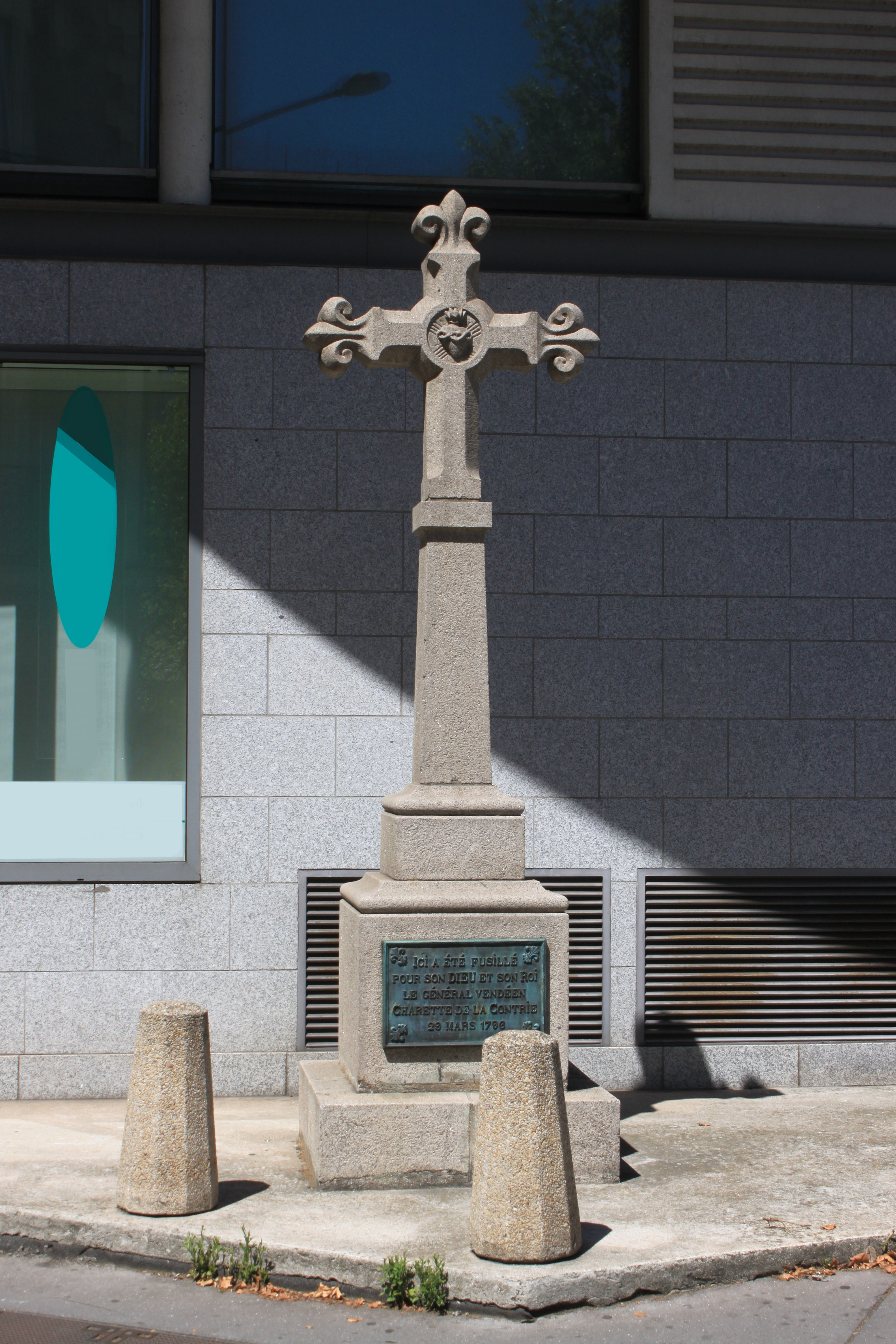
Monument commémorant l'exécution du général de Charette en mars 1796.

Cet espace est aménagé pour accueillir des foires traditionnelles — dont deux à bestiaux. Celles-ci se déroulaient auparavant cours Saint-André. Ces foires prenant de l'importance, le nombre d'aubergistes et cabaretiers s'accroît durant le XIXe siècle pour en compter plus d'une quarantaine autour de la place, et y accueillent des maréchaux-ferrants, charrons, fermiers et paysans venus parfois de loin pour conclure leurs affaires.
Durant la Révolution, le chef vendéen Jacques Cathelineau y est grièvement blessé, le 29 juin 1793, par un coup de feu tiré d’une fenêtre de la place par un ouvrier cordonnier. Transporté mourant à Saint-Florent-le-Vieil, il y décède le 14 juillet suivant.
Presque trois ans plus tard, la place est le lieu de l'exécution publique d'un autre chef vendéen, le général François-Athanase Charette de La Contrie, fusillé le 29 mars 1796. Une croix de pierre est dressée, à l'angle de la rue Félibien, pour commémorer cet événement (le lieu exact de l'exécution n'est pas certain).
La guillotine est également dressée à cet endroit, de 1830 à 1875.
Les marchés aux bestiaux ont disparu et ont laissé la place à un parking sur la plus grande partie de sa superficie, en partie occupé par les brocanteurs qui y tiennent un « marché aux puces » tous les samedis, ainsi qu'une foire à la brocante, deux fois par an, au mois de mai et au début de l'automne.
Elle s'est auparavant appelée « Place des Agriculteurs » ou « Place de l'agriculture»).
Depuis 2000, la place accueille la station de tramway Viarme-Talensac, desservie par la ligne 3.

## Bâtiments remarquables et lieux de mémoire
Les bâtiments longeant la place sont d'époques variées, mais il s'agit, pour l'essentiel, d'immeubles du XIXe siècle côtoyant des constructions récentes.

## références
1. 1 2 3 4 5  Pied 1906, p. 312.
2. ↑  
Catherine Olart (photogr. Laurent Allenou), Nantes secret et insolite : les trésors cachés de la cité des ducs, Paris, Les Beaux Jours/Compagnie parisienne du livre, avril 2009, 176 p. (ISBN 978-2-35179-040-3), p. 122.
3. ↑  « Genèse de la guillotine, un supplice humanitaire - 3e partie : Histoire contemporaine, 1832 : Les limites de « l’humanité » de la guillotine », sur trefaucube.free.fr, 6 mai 2010
4. ↑  J. C. Renoul, Passage à Nantes de S.M. l'empéreur Napoléon Ier (9, 10 et 11 août, 1808) ..., Mellinet, 1859 (lire en ligne), p. 155